# Cova (Portugal)
Cova is een plaats (freguesia) in de Portugese gemeente Vieira do Minho en telt 333 inwoners (2001).